# 麗吻彩龜
麗吻彩龜（學名：Trachemys callirostris） 是彩龜屬下的一種龜。發現於哥倫比亞和委內瑞拉。